# Slaney (rivier)

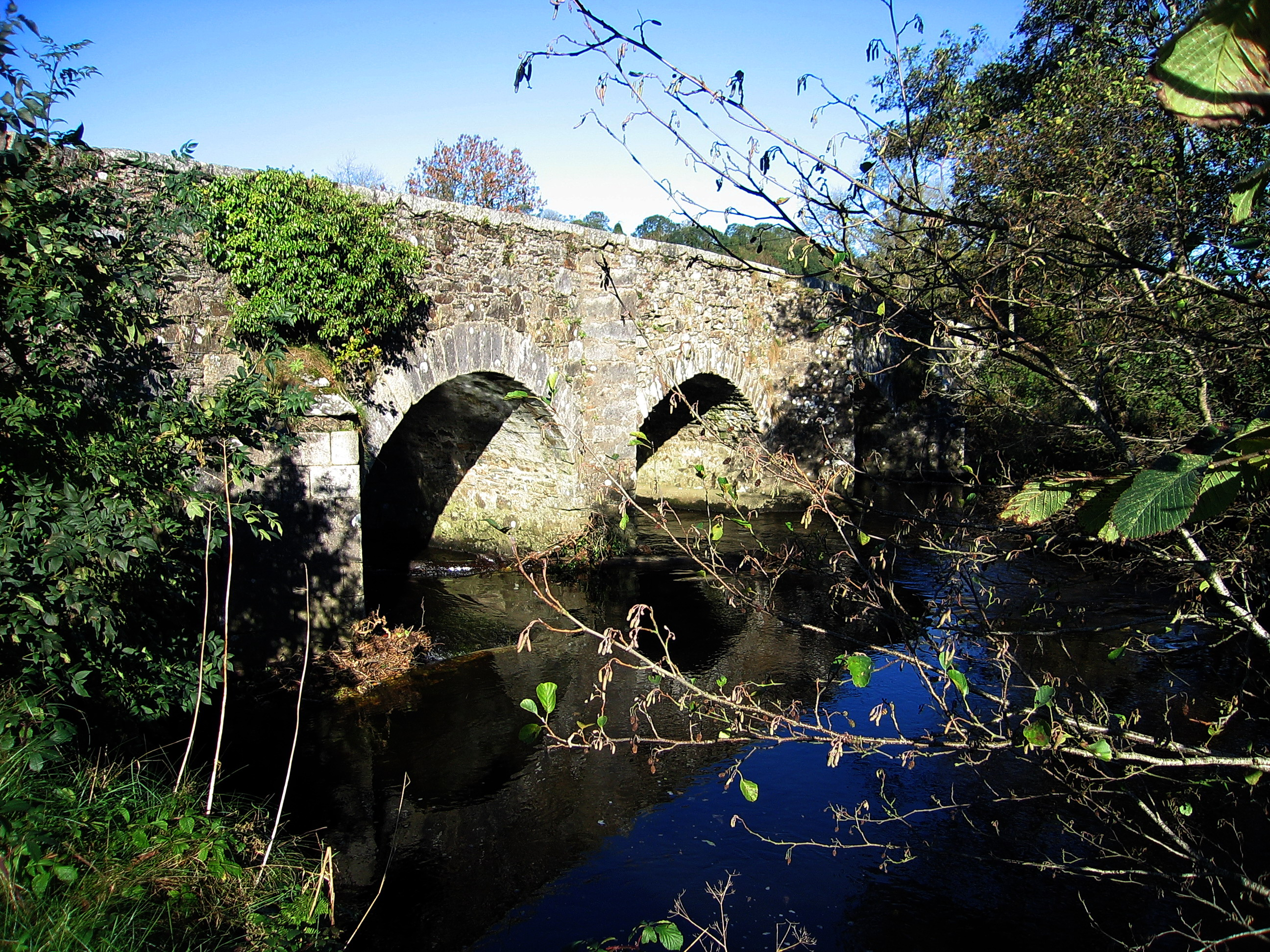
Brug over de Slaney bij Stratford-on-Slaney

De Slaney (Iers: Abhainn na Sláine, "rivier van gezondheid") is een 117 km (73 mi) lange rivier in Ierland. De rivier ontspringt bij de Lugnaquilla in het westen van de Wicklow Mountains en stroomt eerst in westelijke en later in zuidelijke richting door de county's Wicklow, Carlow en Wexford om bij Wexford uit te monden in het Sint-Georgekanaal en de Ierse Zee. Het estuarium van de Slaney is ondiep en breed en wordt Wexford Harbour genoemd.
Op zijn weg naar het zuiden stroomt de Slaney door de plaatsen Baltinglass, Tullow, Bunclody, Enniscorthy en Wexford. Er liggen 32 bruggen en een spoorbrug over de rivier.
In het seizoen wordt in de Slaney op forel en zalm gevist.